# Kara Üweys
Kara Üweys (Üweys el Negre, després Üveys Çelebi i més tard Üveys Paixà, mort el 1591) fou defterdar (ministre de finances) de l'Imperi Otomà sota Murat III i governador d'algunes províncies.
Era fill del cadi Nazir Muhyi l-Din Mehmet d'una família d'Aydin. Fou cadi de Tire i Murat, aleshores príncep (shehzade) resident al seu govern de Manisa el va conèixer i s'hi va fer amic. El 1574 el príncep va pujar al tron i el va acompanyar com a conseller.
Es va formar un grup entre Üweys, el khwadja Sad al-Din, el xeic Shudja al-Din i Shemsi Ahmed Pasha (un descendent dels Isfendiyaroğulları i amic íntim de Üweys) que es van proposar exercir el poder a l'estat per sobre del gran visir Sokollu Mehmed Pasha que exercia el poder des de 1565 i del qual alguns parents exercien alts càrrecs, com el seu cosí Mustafà Paixà (beglerbeg de Buda); el germà d'aquest, Mehmed (sandjakbegi de Bòsnia 1567-1573 amb alguna interrupció) que després fou gran visir (1604-1606) quan ja era conegut com a Lala Mehmed Pasha; Rustem Beg (inicialment Ferhab Beg) que fou sandjakbegi de Klis el 1570 (i més tard de Bòsnia), el seu cunyat Kara Sinan Beg (casat amb Shemsa, germana de Sokollu), sandjakbegi de Bòsnia el 1562 i tres vegades d'Hercegovina (1563-1567, 1569 i 1574-1580), i el beglerbegi d'Egipte Hussein Pasha (1573-1575); e seu secretari personal, Feridun, que li havia salvat la vida en el setge de Szigetvár, fou un dels seus homes de màxima confiança. Entorn de Sokollu es va anar formant un poderós partit que integraven quatre favorits del nou sultà, el kadi al-askar, el cap dels eunucs blancs i les dones de l'harem a començar per la walida (reina mare) Nur Banu i la favorita del sultà Safiya, i Djanfeda (que a la mort de Nur Banu fou la governanta de l'harem). El grup d'üweys va fer aliança amb els enemics de Sokollu. El febrer del 1575 Sokollu, conscient dels passos dels seus rivals, va començar el conflicte, fent iniciar una investigació sobre un dels favorits; la petició formal la va fer el seu amic i partidari Lalezar Mehmed Çelebi, que era bashdefterdar, el qual va acusar Üweys d'haver obert uns cofres de Murat sense dret a fer-ho; l'acusat va ser apartat per un temps però per la protecció de Shemsi Pasha va poder tornar a la cort i va ocupar el lloc de tercer dins el ministeri de finances, i al cap de dos mesos va ascendir a bashdefterdar apartant a Lalezar.
Llavors Üweys va començar a exercir forta influència sobre el sultà. Progressivament va eliminar els partidaris de Sokollu entre els quals Feridun que fou enviat al sandjak de Belgrad; alguns foren executats i altres apartats dels càrrecs que ocupaven i desterrats. Sokollu no va poder impedir l'esclat de la guerra amb Pèrsia el 1577; llavors va tornar a seguir una tàctica que havia utilitzat abans i li havia funcionat: va nomenar comandant (serdar) a un dels seus enemics, Lala Mustafa Pasha, però ja els seus rivals ocupaven quasi totes les posicions essencials.
En ocasió de l'esclat d'un arsenal a Buda, el seu cosí Sokollu Mustafà Paixa fou acusat de negligència i executat (10 d'octubre de 1578) mentre que el càrrec fou ocupat per Üweys (setembre del 1578); la mort de Piyale Pasha (cunyat de Sokollu, casat amb una filla de Selim II) i el mufti Hamud Efendi va erosionar encara més la seva posició; el sultà volia controlar tots els nomenaments i ja no ho delegava en el gran visir com havia fet el seu pare. Però va seguir exercint el càrrec amb normalitat. Üweys Çelebi va rebre vers 1580 el títol de paixà i el juny d'aquell any ocupar-se dels afers militars de la província a causa de la situació existent però el 1581 va tornar a ser cridat per exercir com bashdefterdar, posició que conservar un any. Després va ocupar altres governs: beglerbegi d'Alep (1582-1585), beglerbegi de Damasc (13 de juliol a l'octubre de 1585), altre cop d'Alep (1585-1586).
Fou cridat a Istanbul per arranjar les finances de l'Imperi el 1586 i fou altre cop bashdefterdar amb rang de beglerbegi (26 de febrer de 1586); va exercir un any i després fou nomenat beglerbegi d'Egipte (meitat de febrer de 1587) amb l'encàrrec també d'arreglar les finances de la província. Va arribar a Egipte vers finals de maig i hi va restar fins a la seva mort el 1591. El 1590 va ser ascendit al rang de visir.